# Frank S. Matsura
Frank (Sakae) Matsura (1873–1913) est un photographe japonais du début du XXe siècle qui se rend aux États-Unis en 1901 et y réside jusqu'à sa mort prématurée. Plus de 1 800 de ses photographies de l'époque de la frontière et de ses plaques photographiques négatives sont conservées par l'« Okanogan County Historical Society » et l'université d'État de Washington.

## Biographie
Il naît avec le nom Sakae Matsuura (松浦 栄, Matsuura Sakae) en 1873, descendant de l'empereur Saga, 52e empereur du Japon, par les Matsuura, seigneurs de l'île Hirado (Nord-Ouest de Kyūshū). Pour des raisons inconnues, Matsuura fait croire à ses amis et connaissances qu'il est de sept ans plus jeune qu'il n'est en réalité. Par exemple, la feuille de recensement des États-Unis pour 1910 indique son âge comme 28 et sur sa pierre tombale est gravé « 32 ans en 1913 ». Les chercheurs ont découvert sa demande de passeport datée de 1901 pour un « Sakae Matsuura » qui indique un âge à 27 ans. les plus anciennes photos de Matsura donnent son nom comme Frank S. Matsuura.
Le père et l'oncle de Frank S. Matsura sont des samouraï au service de Tokugawa Yoshinobu, 15e shogun du shogunat Tokugawa. Après la restauration de Meiji en 1868, la famille entre dans le commerce du thé. À la mort de ses parents, il est élevé par un oncle et une tante et apprend l'anglais dans une école qu'ils ont fondée à Tokyo'. Preuve supplémentaire du haut niveau social de sa famille, il possède une épée de cérémonie.
En 1903, il répond à une annonce dans un journal de Seattle pour un aide cuisinier et blanchisseur placée par Jesse Dillabough, propriétaire de l'Hôtel Elliott à Conconully qui l'engage.
Il arrive avec son appareil photo et commence à photographier la région d'Okanagan. Ses sujets photographiques sont nombreux et variés et notamment des portraits, des projets d'infrastructure tels que la construction du barrage de Conconully, les Amérindiens, les célébrations et les défilés, des diligences, des bateaux de rivière, l'agriculture et l'élevage et pratiquement tous les aspects de la vie des gens du comté d'Okanagan.
Pendant quatre ans, il travaille à l'Hôtel Elliott, développe ses photos dans la buanderie, avant de déménager vers la ville en pleine croissance d'Okanagan en 1907. Il y construit un magasin de deux pièces sur la Première Avenue qui lui sert de studio photographique et de chambre noire.

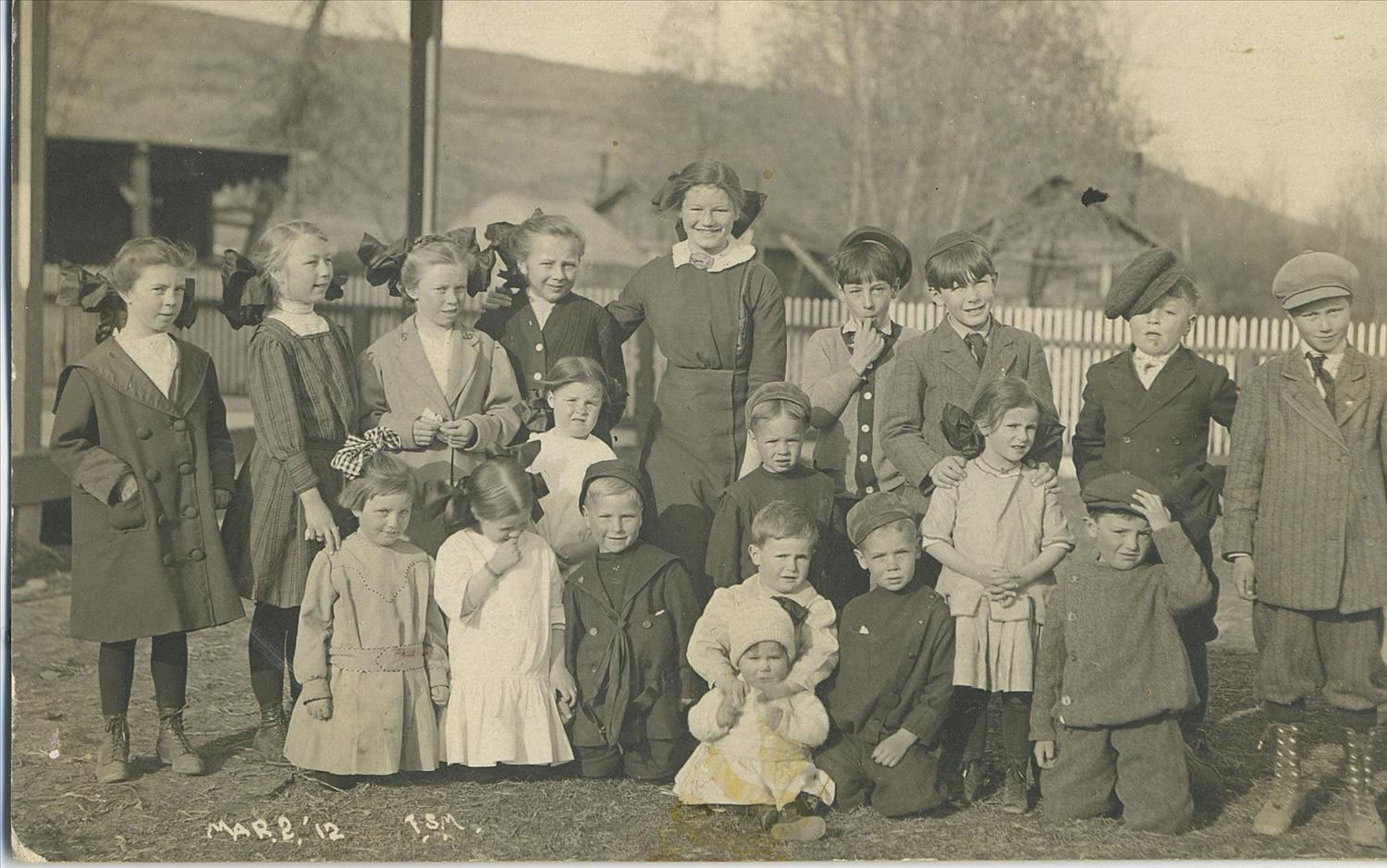
Photographie de Matsura prise à Okanogan, 2 mars 1912, pour le 5e anniversaire d'Ardes Nelson (2e à droite, première rangée), son frère Tyler est le 4e à droite, première rangée, tenant leur sœur Brownie. Ardes Nelson est la petite-fille aînée de Jess Dillabough, l'ancien employeur de Matsura.

Bien que l'activité est d'abord limitée, Matsura devient populaire pour ses portraits et ses photos promotionnelles de l'Okanagan. L'« Okanogan Commercial Club » distribue son travail dans des brochures et des cartes postales et plusieurs images sont exposées à l'« Exposition Alaska-Yukon-Pacifique » (AYPE) de 1909 à Seattle où elles attirent des avis favorables. De fait, le juge McCormick, photographe officiel et conservateur photographique de l'AYPE, envoie une lettre à Matsura par laquelle il l'informe que sa collection de photographies est la meilleure de toutes celles qu'il a reçues de tous les coins du pays pour être exposée lors de l'AYPE.
Une partie du travail de Matsuura comprend un côté nettement loufoque, en particulier sur les photos de costumes avec les résidents locaux, ou une photographie sur laquelle l'équipe de baseball d'Okanagan, les Sam Colts, est habillée comme des vieillards. Matsuura a également un esprit pionnier, participe et photographie le dégagement de la première piste automobile de 40 km entre Okanagan et Condon Ferry, qui raccourcit de 65 km le passage d'Okanagan à Spokane.
Matsuura entretient des relations étroites avec de nombreuses familles de notables locaux et les photographie souvent. Les Dillaboughs, Nelsons, Browns, Schallers et Gards apparaissent dans beaucoup de ses photos les plus inventives et comiques. Ses sujets sont saisis lors de fêtes d'anniversaire, des événements de la ville, des remises de diplômes scolaires et dans les portraits officiels de studio. Ses images de paysages captent la fin de l'époque des pionniers et ses portraits d'Amérindiens restent parmi les plus beaux réalisés à l'époque.
Matsuura révèle franchement qu'il souffre de tuberculose mais le comté d'Okanagan est profondément choqué quand il décède subitement le 16 juin 1913 à l'âge de seulement 39 ans. Matsuura était une figure respectée et aimée dans cette région frontalière qu'il a documentée avec son appareil photo. Ses funérailles attirent plus de trois cents amérindiens et pionniers. Un article de journal qui paraît dans l'édition du 20 juin 1913 de l'Okanogan Independent indique :

« Une ombre de tristesse est tombée sur la communauté en début de semaine avec la mort soudaine lundi soir de Frank S. Matsuura, le photographe japonais qui était une partie intégrante de la ville depuis sa création il y a sept ans... Bien que petit Japonais modeste et sans prétention, la place de Frank Matsuura dans la ville de l'Okanagan ne sera jamais comblée. Il était un photographe de belle aptitude et son studio contient une collection de points de vue qui forment l'histoire photographique la plus complète de cette ville et du pays environnant couvrant une période de sept ou huit ans. Il était toujours à l'affut. Chaque fois que quelque chose arrivait Frank était là avec sa caméra pour enregistrer l'événement... Il a fait plus pour la publicité de la vallée et de la ville d'Okanagan que tout autre individu.

Par ailleurs, Frank Matsuura était un monsieur dans tous les sens du terme. Il était tenu dans la plus haute estime par tous ceux qui l'ont connu. Il était l'un des hommes les plus populaires de l'Okanagan et était connu d'un bout à l'autre de ce vaste comté... Il était bien éduqué étant diplômé d'une université japonaise à Tokyo et a fait un travail de presse dans son pays natal. Il venait d'une famille riche et aristocratique du Japon. »

Matsura est inhumé à Okanogan et l'essentiel de son travail est confié à un ami proche, le juge William Compton Brown. Celui-ci transmet finalement cet héritage aux archives de l'université d'État de Washington qui catalogue les images et met une précieuse collection sur l'Internet. Plusieurs lourdes boîtes de négatifs sur verre originaux de Matsura sont découvertes dans le garage de Brown après sa mort en 1963 et ceux-ci sont remis à la « Société historique » du comté d'Okanogan par Eva Wilson, la personne qui s'occupait de longue date de Brown, sur la suggestion de Joseph Wicks (en), successeur de Brown comme juge de la Cour supérieure du comté dOkanagan.
En 1984, la chaîne japonaise TV Asahi diffuse un docu-fiction de deux heures avec l'acteur Morio Kazama dans le rôle de Matsuura. Des collections et expositions des travaux de Matsuura ont également été publiées au Japon. Les étudiants de Tonasket du comté d'Okanagan ont utilisé les photos de Matsura afin d'en apprendre davantage sur les changements environnementaux d'une zone de la faune locale. Voir le site de l'école de Tonasket.